# 納瑪象
納瑪象（學名：Palaeoloxodon namadicus）為分布於更新世中期至晚期印度次大陸（也可能包括亞洲其他地區）一種已滅絕的象。

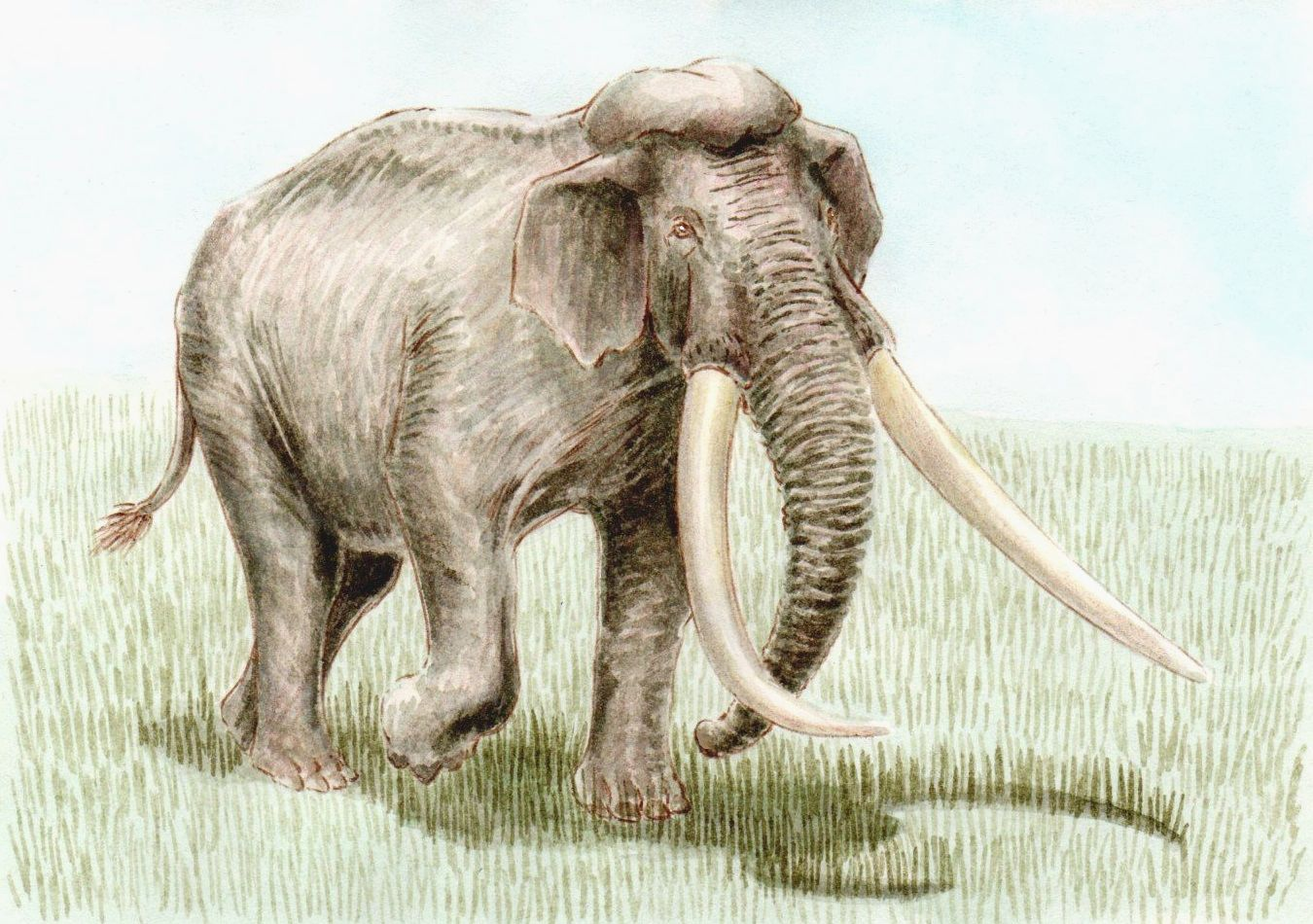
復原圖

部分科學家基於象牙的相似性認為納瑪象其實是古菱齒象的亞種。但之後的研究顯示納瑪象可依據更細瘦的肢骨與更粗壯的顱骨與古菱齒象做為區別。
納瑪象被認為於更新世晚期時絕種，為目前已知於更新世晚期滅絕的四種印度原生種巨型動物之一。目前已知最近期的化石紀錄發現於地層年代56,000年前的北方邦屬恆河支流的達桑河河岸邊。2015年根據零碎的腿骨化石推估納瑪象可能是有史以來最大型的陸生哺乳動物（另一种推测为巨犀)，但這被認為需要重新計算。
於印度尼西亞蘇拉威西島上也有發現疑似為納瑪象的化石，推估體型與棲息於印度次大陸上的納瑪象相似。

## 體型

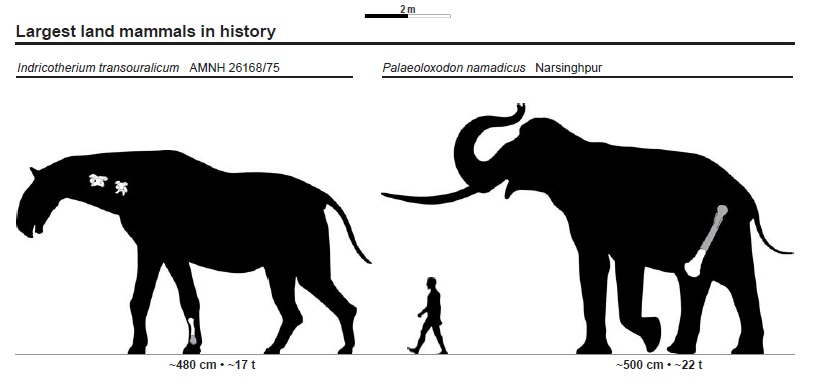
納瑪象、巨犀與人類之體型比較

許多研究試圖透過股骨長度的比較與已知的成長速率來估算出納瑪象與其他遠古長鼻目物種的體型，就算出土的化石並不完整。
1905年於印度發現的股骨片段推算完整的股骨長度為 165（5.41英尺），個體肩高為 4.5（14.8英尺）。
19世紀發現的兩具股骨片段推算完整的股骨長度則為 160（5.2英尺）。之後在同一地區出土的化石碎片幾乎較19世紀發現的股骨片段大上 25%；體積分析顯示個體肩高可達 5.2（17.1英尺），體重達 22公噸（24.3短噸）。這使得納瑪象有可能成為有史以來最大型的陸生哺乳動物，甚至超越巨犀類。
Eofauna 科學研究團隊說這個估計值需要重新計算，並且認為這個大小仍只是推測值而已。在2023年Paul和Larramendi估算一個被確定是納瑪象的標本重約18到19噸（19.8 -20.9 短噸）。

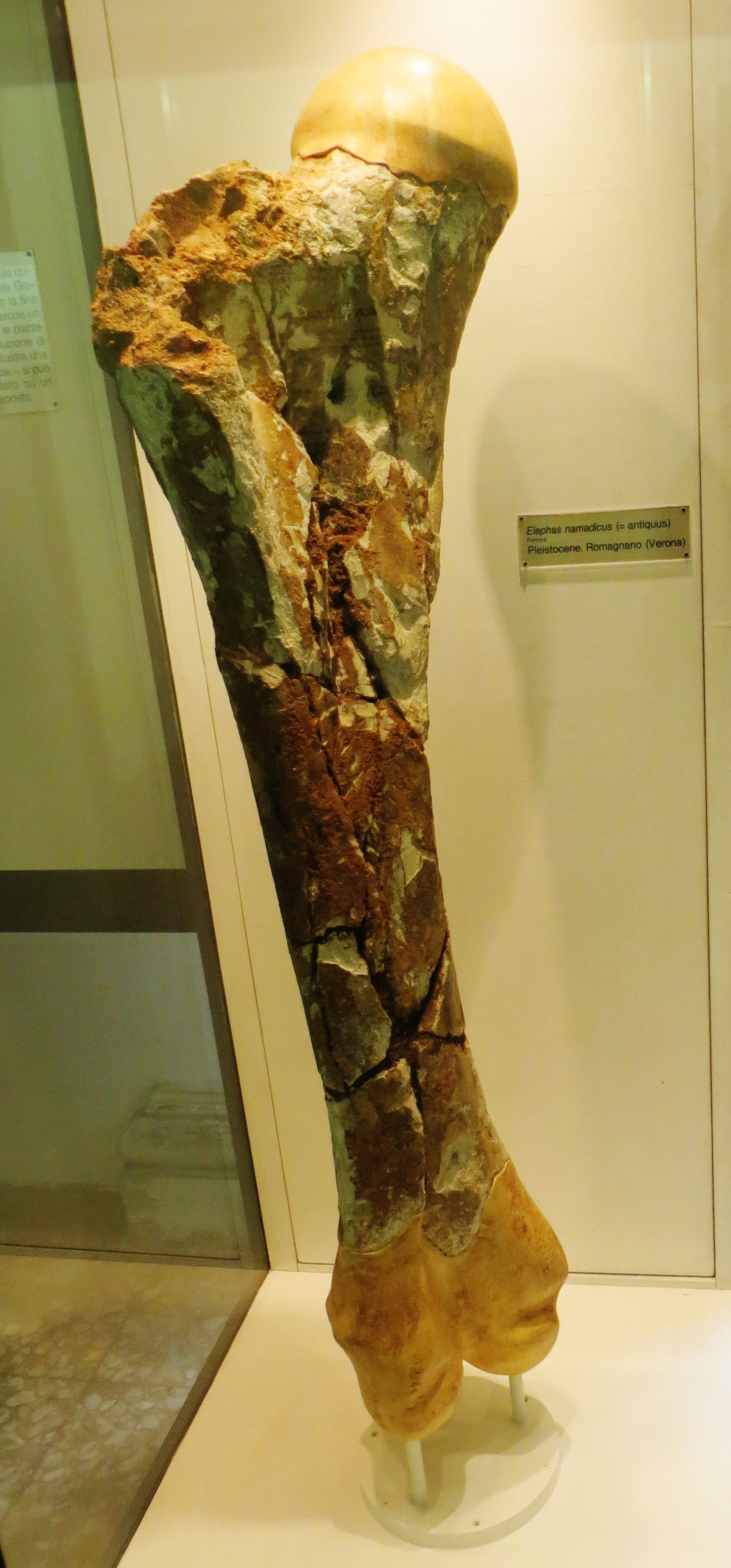
股骨